# Thorictus parnassus
Thorictus parnassus là một loài bọ cánh cứng trong họ Dermestidae. Loài này được John miêu tả khoa học năm 1971.